# Nha Trang
La ciudad de Nha Trang es la capital de la provincia vietnamita de Khanh Hoa y su principal ciudad. Posee 392.224 habitantes (2011).

## Turismo

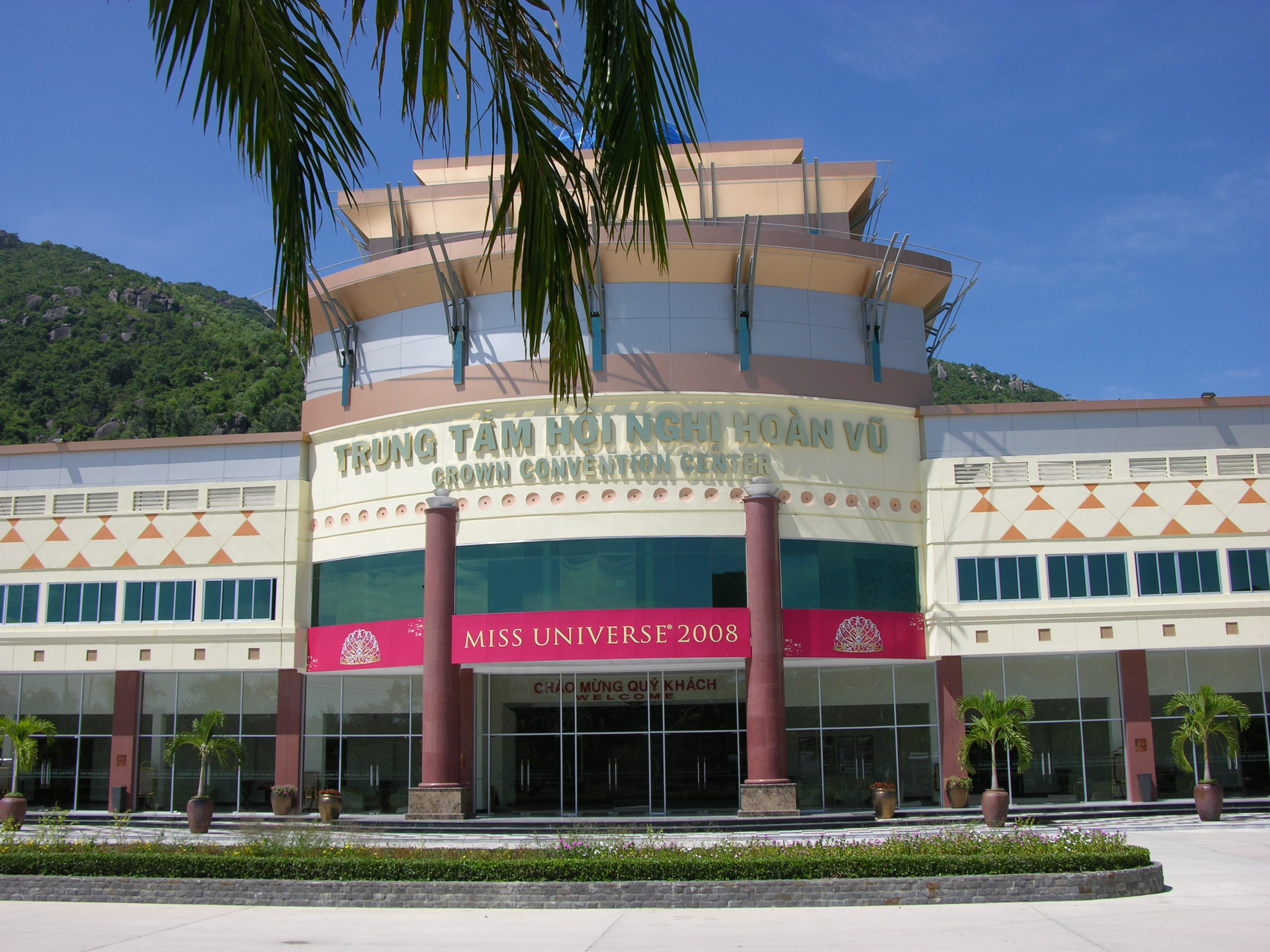
Crown Convention Center en donde se llevó a cabo la final del concurso Miss Universo 2008

En el año de 2008 el 14 de julio se llevó a cabo la transmisión del Certamen de Miss Universo en dicha ciudad en donde resultó ganadora la representante de Venezuela Dayana Mendoza.
Cuenta con puerto, buenas playas y olas aptas para el surf. Además su bahía está considerada como una de las más bellas del sureste asiático. Asimismo ofrece oportunidades para el senderismo y el excursionismo. Por todo esto, es uno de los destinos turísticos atractivos de Vietnam.